# SEAT Music Awards 2020
La quattordicesima edizione dei SEAT Music Awards si è svolta il 2 e il 5 settembre 2020 all'Arena di Verona con la conduzione di Carlo Conti e Vanessa Incontrada. Entrambe le puntate sono andate in onda in diretta. Il 6 settembre è stato trasmesso lo speciale Seat Music Awards – Viaggio nella musica, condotto dal cantautore Nek, con l'obiettivo di dare voce ai lavoratori del mondo dello spettacolo e degli artisti con cui collaborano.
Radio Italia e Rai Radio 2 sono state partner radiofoniche dell'evento.

## Beneficenza
La premiazione non ha visto la consegna di premi per i risultati di vendita ottenuti durante l'anno dai cantanti, prevedendo invece di devolvere i proventi che saranno raccolti nel corso delle serate ai lavoratori del mondo dello spettacolo, colpiti dalla chiusura delle attività legate allo spettacolo per la pandemia di COVID-19 in Italia. Il ricavato complessivo, infatti, è confluito nel fondo COVID 19 – Sosteniamo la musica di Music Innovation Hub, con il supporto di Spotify e promosso dalla Federazione Industria Musicale Italiana.

## Prima serata

### Esibizioni
La lista riporta le esibizioni in ordine di apparizione sul palco.
- Claudio Baglioni – Gli anni più belli
- Gianna Nannini – La differenza
- Riccardo Cocciante – medley di Notre–Dame de Paris/Tu Italia
- Andrea Bocelli – Ave Maria
- Antonello Venditti e Francesco De Gregori – Canzone
- Zucchero – Spirito nel buio, Baila
- Eros Ramazzotti – Un'emozione per sempre e Più bella cosa
- Ligabue – Questa è la mia vita
- Andrea Bocelli e Elisa – E più ti penso
- Elisa – Anche fragile
- Fiorella Mannoia – Chissà da dove arriva una canzone
- Emma – Latina
- Alessandra Amoroso – medley di Immobile (acapella)/Avrò cura di tutto/Forza e coraggio
- Biagio Antonacci – Per farti felice
- Gianni Morandi – Bella signora/Una vita che ti sogno/Uno su mille
- Emma, Manuel Agnelli e Mauro Pagani – L'avvelenata
- Tiziano Ferro[8] – Rimmel
- Umberto Tozzi e Raf – medley Io camminerò/Dimenticherò/Gloria
- Zucchero – Soul Mama[9]

### Ospiti
- Ficarra e Picone
- Giorgio Panariello e Leonardo Pieraccioni
- Amadeus
- Pio e Amedeo e Massimo Giletti con Alessandra Amoroso, Salmo e Gianni Morandi

## Seconda serata

### Esibizioni
La lista riporta le esibizioni in ordine di apparizione sul palco.
- Mika e Michele Bravi – Bella d'estate
- Annalisa – Tsunami
- Fabrizio Moro – Medley: Il senso di ogni cosa / Portami via / L'eternità (il mio quartiere)
- Piero Pelù – Gigante e Pugili fragili
- J–Ax – Una voglia assurda
- Gigi D’Alessio – Buongiorno (con Vale Lambo, MV Killa, LDA, CoCo, Franco Ricciardi, Lele Blade, Enzo Dong, Clementino, Geolier, Samurai Jay)
- Il Volo – Nessun dorma
- Raf e Umberto Tozzi – Medley: Ti pretendo / Stella stai / Self control / Tu
- Boomdabash e Alessandra Amoroso – Karaoke
- Tommaso Paradiso – I nostri anni
- Achille Lauro e Fiorella Mannoia – C'est la vie
- Mahmood – Dorado
- Francesco Gabbani – Il sudore ci appiccica
- Ermal Meta – Finirà bene
- Diodato – Fai rumore
- Malika Ayane – Medley: Feeling Better / Tempesta / Ricomincio da qui
- Marco Masini – medley: Ci vorrebbe il mare / L'uomo volante / T'innamorerai (versione Masini +1 30th Anniversary) con Francesco Renga
- Francesco Renga – Insieme: grandi amori
- Ghali – Barcellona e Good Times
- Max Pezzali – In questa città
- Levante – Sirene
- Irama – Mediterranea e Crepe
- Enrico Nigiotti – Para el sol
- Modà – Cuore di cemento
- Giusy Ferreri – Il mare immenso, Ti porto a cena con me e Fa talmente male
- The Kolors – Non è vero
- Baby K – Non mi basta più
- Anna Tatangelo e Geolier – Guapo
- Riki – Litighiamo
- Nek – Fatti avanti amore e Mi farò trovare pronto

### Ospiti
- Enrico Brignano

## Seat Music Awards - Viaggio nella musica

### Esibizioni
- Il Volo – Un amore così grande
- Gigi D'Alessio e Clementino – Como suena el corazon
- Gaia – Coco Chanel
- Gianni Morandi – Medley: Bella signora / Una vita che ti sogno / Uno su mille
- Fiorella Mannoia – Chissà da dove arriva una canzone
- Achille Lauro e Fiorella Mannoia – C'est la vie
- Marco Masini – Medley: Disperato / Che giorno è / Principessa (Masini +1 30th Anniversary) con Nek
- Rocco Hunt e Ana Mena – A un passo dalla Luna
- Random – Sono un bravo ragazzo un po' fuori di testa
- Andrea Bocelli e Elisa – E più ti penso
- Antonello Venditti e Francesco De Gregori – Canzone
- Nina Zilli – Schiacciacuore
- Mika e Michele Bravi – Bella d'estate
- Fabrizio Moro
- Bugo ed Ermal Meta – Mi manca
- Giovanni Caccamo e Michele Placido
- Mario Biondi
- Ron
- Nek e Simona Molinari
- Mr. Rain
- Aiello
- Nek

## Ascolti
| Puntata | Data             | Telespettatori | Share  |
| ------- | ---------------- | -------------- | ------ |
| 1       | 2 settembre 2020 | 4.094.000      | 22,20% |
| 2       | 5 settembre 2020 | 2.881.000      | 19,90% |
| Media   | Media            | 3.487.000      | 21,05% |
| 3       | 6 settembre 2020 | 1.337.000      | 11,70% |